# Castrul roman Micia
Micia a fost o importantă așezare romană, dezvoltată în jurul marelui castru. Astăzi ruinele se află pe teritoriul satului Vețel din județul Hunedoara. 

## Descriere
Deși avea numai statut rural (pagus), așezarea prezenta un înalt grad de urbanizare, cu rețea stradală ortogonală, edificii publice monumentale (terme, amfiteatru etc) și un port la Mureș (amenajat cu cheiuri din zidărie de piatră).

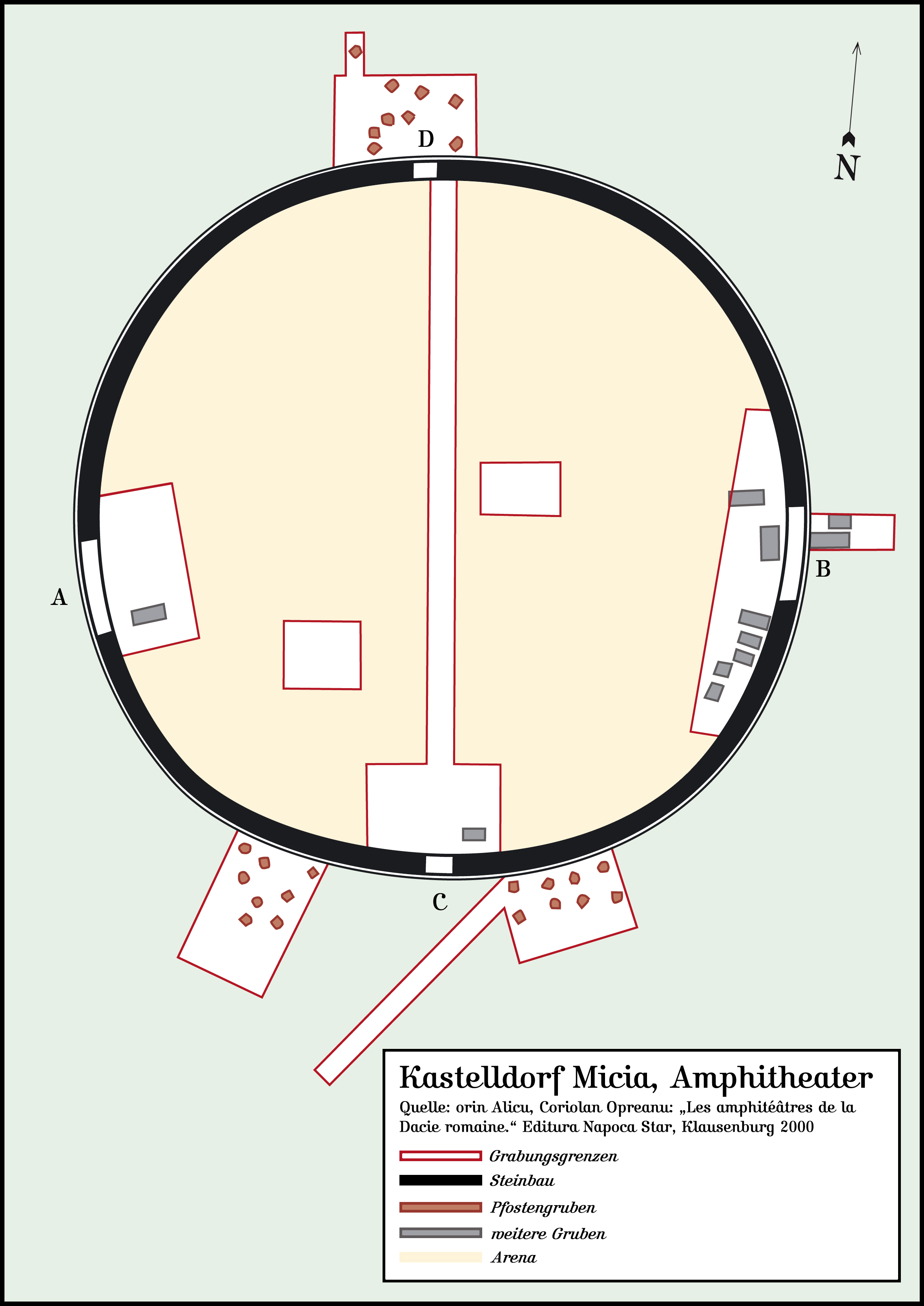
Amfiteatrul

Situl se află pe malul stâng al Mureșului, în dreptul termocentralei de la Mintia.

## Monument epigrafic
Prin anul 1840, în ruinele Miciei a fost descoperit un altar votiv datând din sec. II-III e.n., care contribuie la punerea în lumină a modalităților de administrare ale salinelor din Dacia romană. Inscripția gravată pe altar se transcrie după cum urmează: Silvano Do-/mestico/ P(ublius Ael (ius) Euph(o-)/rus pro/5/ salute P(ubli)Ael(i)/ Mari con-ductoris / pascui et sa-/linar(um) l(ibens) v(otum) v(ovit) [Zeului Silvanus Domesticus, Publius Aeulius Euphorus/5/ pentru sănătatea lui Publius Aelius Marus al pășunilor și salinelor, cu bucurie a îndeplinit promisiunea] .